# Britt-Marie var här
Britt-Marie var här är en roman av Fredrik Backman som gavs ut i oktober 2014.  I januari 2019 hade filmatiseringen av boken premiär, och huvudrollsinnehavaren var Pernilla August.

## Handling
Britt-Marie har levt med samma man i decennier och har inte haft ett jobb på 40 år. När hon en dag upptäcker att han under en längre tid har haft en affär med en annan kvinna bestämmer hon sig för att lämna honom.
När hon försöker få jobb, inser hon dock att en 60-årig kvinna som inte har jobbat på 40 år har svårt att hitta arbete. Hon får emellertid ett jobb som lokalvårdare på en fritidsgård i ett litet samhälle som heter "Borg". Där möter hon alla typer av personligheter och utmaningar.